# OR51I1
OR51I1 (англ. Olfactory receptor family 51 subfamily I member 1) – білок, який кодується однойменним геном, розташованим у людей на короткому плечі 11-ї хромосоми. Довжина поліпептидного ланцюга білка становить 314 амінокислот, а молекулярна маса — 35 484.
| 10         |  | 20         |  | 30         |  | 40         |  | 50         |
| ---------- |  | ---------- |  | ---------- |  | ---------- |  | ---------- |
| MLGLNGTPFQ |  | PATLQLTGIP |  | GIQTGLTWVA |  | LIFCILYMIS |  | IVGNLSILTL |
| VFWEPALHQP |  | MYYFLSMLAL |  | NDLGVSFSTL |  | PTVISTFCFN |  | YNHVAFNACL |
| VQMFFIHTFS |  | FMESGILLAM |  | SLDRFVAICY |  | PLRYVTVLTH |  | NRILAMGLGI |
| LTKSFTTLFP |  | FPFVVKRLPF |  | CKGNVLHHSY |  | CLHPDLMKVA |  | CGDIHVNNIY |
| GLLVIIFTYG |  | MDSTFILLSY |  | ALILRAMLVI |  | ISQEQRLKAL |  | NTCMSHICAV |
| LAFYVPIIAV |  | SMIHRFWKSA |  | PPVVHVMMSN |  | VYLFVPPMLN |  | PIIYSVKTKE |
| IRKGILKFFH |  | KSQA       |  |            |  |            |  |            |

A: Аланін

C: Цистеїн

D: Аспарагінова кислота

E: Глутамінова кислота

F: Фенілаланін

G: Гліцин

H: Гістидин

I: Ізолейцин

K: Лізин

L: Лейцин

M: Метіонін

N: Аспарагін

P: Пролін

Q: Глутамін

R: Аргінін

S: Серин

T: Треонін

V: Валін

W: Триптофан

Кодований геном білок за функціями належить до рецепторів, g-білокспряжених рецепторів, білків внутрішньоклітинного сигналінгу. 
Локалізований у клітинній мембрані.